# 散髪脱刀令
散髪脱刀令（さんぱつだっとうれい、明治4年8月9日太政官）は、髪型および帯刀に関する法令である。断髪令（だんぱつれい）とも通称される。
1871年9月23日（明治4年8月9日）に太政官によって公布された。

## 布告の内容

岩倉使節団の出発前の写真。左から木戸孝允、山口尚芳、岩倉具視、伊藤博文、大久保利通。岩倉は髷を結っている。

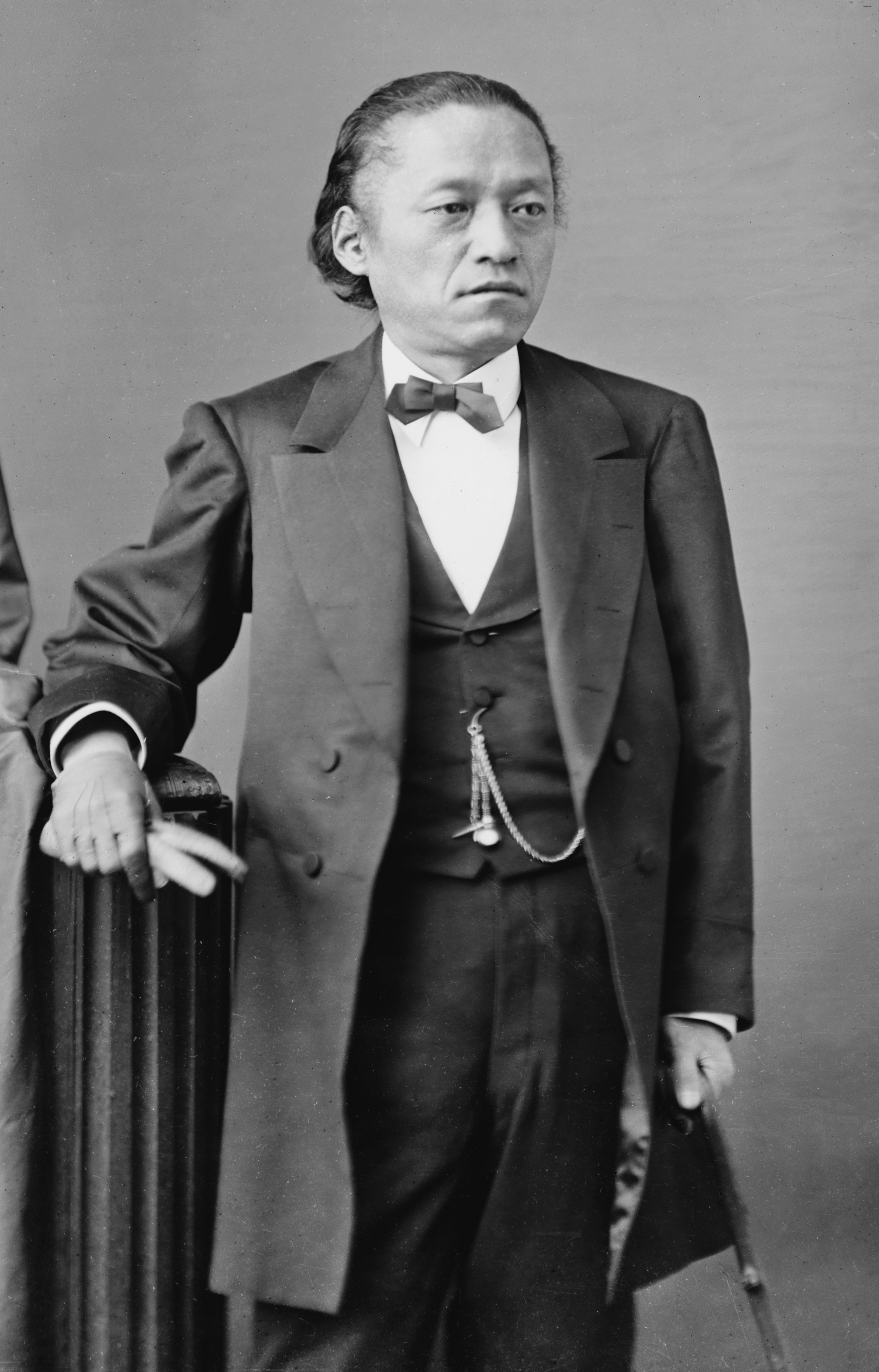
髷を落とし、洋装に改めた岩倉具視

この法令は「散髪制服略服脱刀共可為勝手事」として髪型については自由にしたうえ、華族・士族が刀を差さなくても構わないとした。なお、平民の帯刀については1871年2月16日（同年12月27日）に改めて禁止令を出している。
一方で、「但禮服ノ節ハ帯刀可致事」では、礼服では引き続きは帯刀するべきとしている。

## 影響
当時は幕末に洋式軍制の導入が始まって以後、髷（まげ）を結わずに散髪する風潮が広まりつつあった。
散髪脱刀令は「髪型を自由にして構わない」という布告であり、髷を禁止して散髪を強制する布告ではなかったが、1873年（明治6年3月）には明治天皇が散髪を行い、官吏を中心にこれに従う者が増えていった。
一方で、島津久光・忠義親子や榊原鍵吉のように布告以降も髷を結った者もいた。忠義は髷姿で大日本帝国憲法発布式典に出席している。また、政府の重鎮であった岩倉具視は、1871年（明治4年11月）に岩倉使節団を率いた際にも、横浜を発った時は髷を結ったままだった。その後、シカゴで散髪をしている。
しかし、改革推進派の県令（県知事）が着任した地域では髷が厳しく取り締まられた。 1873年（明治6年3月）敦賀県（現在の福井県）では、断髪令に反対する3万人が散髪・洋装の撤廃を要求した一揆が発生し、6人が騒乱罪で死刑となっている。この一揆は、嶺北地方の坂井・大野・今立郡に及んだ。
散髪脱刀令は男性の髪型を対象とした法令であったが、「女子も散髪すべきである」と誤解され女性が男性同様の短髪にすることがあったため、1872年5月11日（明治5年4月5日）に東京府が「女子断髪禁止令」を出した。